# Wilibald Swibert Joseph Gottlieb von Besser
Wilibald Swibert Joseph Gottlieb von Besser, född 7 juli 1784 i Innsbruck, Österrike, död 11 oktober 1842 i Kremenets, Ukraina (då Ryssland), var en österrikisk botaniker och entomolog.
Auktorsnamnet Besser kan användas för Wilibald Swibert Joseph Gottlieb von Besser i samband med ett vetenskapligt namn inom botaniken; se Wikipediaartiklar som länkar till auktorsnamnet.